# Christina Kalčeva
Christina Kalčeva (in bulgaro Христина Калчева?; Aleksin, 29 maggio 1977) è un'ex altista bulgara.

## Palmarès

### Mondiali indoor
- 1 medaglia:
  - 1 oro (Maebashi 1999)